# Nycticeius humeralis
Nycticeius humeralis é uma espécie de morcego da família Vespertilionidae. Pode ser encontrada nos Estados Unidos da América e no México. Os espécimens de Cuba são hoje considerados uma espécie distinta.

## Subespécies
Hall e Kelson (1959) e Simmons (2005) reconhecem três subespécies:
- Nycticeius humeralis humeralis (Rafinesque, 1818)
- Nycticeius humeralis mexicanus Davis, 1944
- Nycticeius humeralis subtropicalis Schwartz, 1951